# Bzip2
bzip2 — безкоштовна вільна утиліта командного рядка (а також алгоритм) з відкритим початковим кодом для стиснення даних.
Розроблена і вперше опублікована Джуліаном Сьюардом в липні 1996 (версія 0.15). Стабільність і популярність компресора росли протягом кількох років, і версія 1.0 була опублікована в кінці 2000 року.

## Ефективність
Відповідно до традицій UNIX-програмування, bzip2 виконує тільки одну функцію: стиснення і розпаковування одного файлу. При цьому до назви файлу за умовчанням додається розширення .bz2. Для упаковки декількох файлів їх зазвичай спершу архівують в один файл утилітою tar, і потім вже стискають за допомогою bzip2. Такі архіви зазвичай мають розширення .tar.bz2.
bzip2 стискає більшість файлів ефективніше, але повільніше, ніж традиційніші gzip або zip. В цьому відношенні він схожий на інші сучасні алгоритми стиснення.
В деяких випадках bzip2 програє архіваторам 7-Zip (LZMA) і RAR в абсолютній ефективності стиснення. Згідно з автором, bzip2 програє від 10 до 15 відсотків найкращому класу алгоритмів стиснення даних, відомих в цей час (PPM), але при цьому вдвічі швидший при стисненні і в 6 разів швидший при розпаковуванні.
bzip2 використовує перетворення Барроуза-Вілера (англ. Burrows-Wheeler transform, сортування блоків) для перетворення послідовностей символів, що багато разів чергуються, на рядки однакових символів, потім застосовує перетворення MTF (англ. move-to-front), і в кінці кодування Гаффмана. Блоки в bzip2 мають однаковий розмір в нестиненому потоці. Розмір блоку можна вибрати за допомогою аргументу командного рядка, і він позначається в стислому тексті довільно вибраною послідовністю бітів представлення числа Пі.
Попередник bzip2, програма bzip, використовувала арифметичне кодування після сортування блоку. Від нього відмовилися через патентні обмеження.

## Використання
bzip2 можна використовувати як в комбінації з tar, так і окремо: bzip2 file для стиснення і bzip2 -d file.bz2 для розпаковування (замість bzip2 -d можна використовувати альтернативну назву bunzip2).
Аргументи командного рядка bzip2 в основному такі ж, як і у gzip. Так, для розпаковування архіву tar, стисненого bzip2:
```
bzip2 -cd назваархіва.tar.bz2 | tar -xvf -
```

Для створення стисненого bzip2 архіву tar:
```
tar -cvf - файли | bzip2 -9 > назваархіва.tar.bz2
```

Версія GNU tar підтримує опцію -j, яка дозволяє створювати і розпаковувати tar.bz2 файли без використання перенаправлень вводу-виводу (англ. pipeline):
```
tar -cvjf назваархіва.tar.bz2 перелікфайлів
```

Розпаковування tar-рахіва, стисненого bzip2 за допомогою GNU tar:
```
tar -xvjf назваархіва.tar.bz2
```